# ترینی لوپز
ترینی لوپز (انگلیسی: Trini Lopez؛ زادهٔ ۱۵ مهٔ ۱۹۳۷) یک خواننده، نوازنده گیتار و هنرپیشه اهل ایالات متحده آمریکا است. وی از سال ۱۹۶۳ میلادی تاکنون مشغول فعالیت بوده‌است.

## فیلم‌شناسی
- دوازده مرد خبیث